# Hôtel particulier au 16, rue de la Première-Armée-Française à Ensisheim
L'hôtel particulier au 16, rue de la Première-Armée-Française est un monument historique situé à Ensisheim, dans le département français du Haut-Rhin.

## Localisation
Ce bâtiment est situé au 16, rue de la Première-Armée-Française à Ensisheim.

## Historique
L'édifice fait l'objet d'une inscription au titre des monuments historiques depuis 1994.